# Ioane, Ioane
Ioane, Ioane — молдовська народна пісня. Виконувалась багатьма відомими виконавцями з різних країн, серед яких, зокрема, Софія Ротару, Наталія Гордієнко, Мірабела Дауер, Марина Дев'ятова, Олена Ваєнга та інші.